# إيلي فريدمان
إيلي فريدمان (بالإنجليزية: Eli Friedman)‏ هو طبيب أمريكي، ولد في 9 أبريل 1933.

## وصلات خارجية
- إيلي فريدمان على موقع أرشيف الشارخ.